# Dendrobium truncatum
Dendrobium truncatum är en orkidéart som beskrevs av John Lindley. Dendrobium truncatum ingår i släktet Dendrobium, och familjen orkidéer. Inga underarter finns listade i Catalogue of Life.